# Lustra
Lustra község (comune) Olaszország Campania régiójában, Salerno megyében.

## Fekvése
A megye nyugati részén fekszik. Határai: Laureana Cilento, Omignano, Perdifumo, Perito, Rutino, Salento, Sessa Cilento és Torchiara.

## Története
A települést valószínűleg a longobárdok alapították a 9-10. században. A következő századokban nemesi birtok volt. A 19. században nyerte el önállóságát, amikor a Nápolyi Királyságban felszámolták a feudalizmust.

## Népessége
A népesség számának alakulása:

## Főbb látnivalói
- a Rocca Cilento vár
- Santa Sofia-templom
- Santa Maria della Neve-templom